# Charles Kelly
Charles Kelly (ur. 28 marca 1937, zm. 25 lipca 1990) – amerykański kompozytor, brat znanego jazzowego muzyka Wyntona Kelly’ego, tworzącego w USA w latach 1951–1968.

## Życiorys
Był z zawodu piekarzem, jednak interesował się bluesem oraz jazzem, grał na fortepianie hobbystycznie i komponował. Był twórcą utworu „Freddie Freeloader” z przełomowej w historii jazzu płyty Milesa Davisa „Kind of Blue”. Przez wiele lat autorstwo tego utworu przypisywane było Milesowi Davisowi, aż do czasu ukazania się książki „Miles Autobiografia”, w której Davis opisuje prawdziwą historię powstania „Freddie Freeloader”. Do spotkania Milesa Davisa z Charlesem Kellym doszło w latach 1955–1960, kiedy bracia Kelly wynajmowali mieszkanie na Harlemie w Nowym Jorku w okolicach Minton’s Playhouse. Miles Davis często gościł u Wyntona Kelly’ego, dzięki czemu młody Charles miał okazję prezentować mu swoje kompozycje. Jedną z nich był blues nazwany przez Davisa „Freddie Freeloader” i umieszczony na płycie „Kind of Blue”. Davis zapłacił Charlesowi Kelly’emu za prawa autorskie do utworu, a także zgodził się na postawiony warunek, którym było nagranie „Freddie Freeloader” na „Kind of Blue” przez Wyntona Kelly’ego.